# Daviesia ulicifolia
Daviesia ulicifolia är en ärtväxtart som beskrevs av Cecil Rollo Payton Andrews. Daviesia ulicifolia ingår i släktet Daviesia, och familjen ärtväxter. Inga underarter finns listade i Catalogue of Life.